# James S. Boynton
James Stoddard Boynton (Contea di Henry, 7 maggio 1833 – Griffin, 22 dicembre 1902) è stato un politico statunitense.

## Biografia
Nato nel 1833, studiò legge e divenne avvocato. Allo scoppio della guerra di secessione americana si arruolò nell'esercito confederato, raggiungendo il rango di colonnello e venendo ferito alla battaglia di Atlanta. Dopo la guerra si trasferì a Griffin, di cui fu sindaco tra il 1869 e il 1872.
Eletto nel 1880 all'Assemblea georgiana, divenne presidente del Senato statale, e fu per questo che all'improvvisa morte di Alexander H. Stephens nel marzo 1883 divenne nuovo governatore della Georgia. Avrebbe potuto terminarne il mandato biennale, ma scelse d'indire nuove elezioni e, dopo ben diciassette tornate speciali dell'assemblea, si dimise alla nomina del successore Henry D. McDaniel il 10 maggio successivo.
Dopo le dimissioni continuò a servire nella legislazione georgiana fino alla morte nel 1902.